# Kwiatostan
Kwiatostan (ang. inflorescence, łac. inflorescentium) – wyodrębniające się od pozostałej części rośliny skupienie rozgałęzień pędów zakończonych kwiatami. W obrębie kwiatostanu znajdować się mogą poza nimi także liście przykwiatowe (podkwiatek i przysadka), a sam kwiatostan bywa wsparty liściem zwanym podsadką.
Chociaż w typowej formie kwiatostan wykształcił się u roślin okrytozalążkowych, w języku polskim mianem kwiatostanów określa się także szyszki żeńskie (makrostrobile) jak i szyszki męskie (mikrostrobile) roślin nagozalążkowych.
U roślin okrytozalążkowych wyróżnia się dwa podstawowe typy kwiatostanów: groniaste i wierzchotkowate, różniące się sposobem rozgałęzienia.

## Kwiatostany groniaste
Mają wyraźną oś główną rozgałęziającą się jednoosiowo (monopodialnie), rosnącą i wydającą kolejne odgałęzienia boczne. W kwiatostanach groniastych kwiaty rozwijają się od nasady w kierunku wierzchołka, czyli od zewnętrznych części kwiatostanu ku środkowi. Najstarsze kwiaty znajdują się w efekcie u podstawy albo w zewnętrznych częściach kwiatostanu, zaś najmłodsze na szczycie lub w środku rozgałęzień. We wszystkich kwiatostanach groniastych oś główna przewyższa osie boczne. W kwiatostanach groniastych wyróżnia się:  
- proste – osie I rzędu nie rozgałęziają się:
  - grono – na osi głównej zakończonej kwiatem osadzone są kwiaty na szypułkach wyrównanej długości (np. konwalia, rzepak),
  - baldachogrono – szypułki kwiatowe o niejednakowej długości wyrastają z osi głównej i dorastają do jednego poziomu (np. jarzębina, jabłoń),
  - kłos –  kwiaty są bezszypułkowe, siedzą bezpośrednio na osi (np. babka, rdest).
    - kotka (bazia) – oś wiotka, zwisająca (np. wierzba, leszczyna).
    - kolba – oś silnie zgrubiała (np. kwiat żeński kukurydzy).

  - baldach – oś główna skrócona, osie I rzędu osiągają zbliżoną wysokość (czosnek, bluszcz).
  - główka – oś główna zgrubiała, często wypukła (osadnik), kwiaty siedzące lub krótkoszypułkowe (np. koniczyna),
  - koszyczek – oś główna rozszerzona i spłaszczona (osadnik), kwiaty bezszypułkowe. U części gatunków wszystkie kwiaty koszyczka są jednakowe, ale u innych pojawia się zróżnicowanie na kwiaty języczkowate występujące na brzegu oraz kwiaty rurkowate umieszczone wewnątrz (np. stokrotka, słonecznik).

grono
baldachogrono
kłos
kotka
kolba
baldach
główka
koszyczek

- złożone – mają rozgałęzienia dalszych rzędów:
  - kłos złożony – z osi głównej wyrastają kłosy proste – kłoski (np. pszenica, żyto),
  - wiecha – oś główna wykształca odgałęzienia dalszych rzędów zakończone pojedynczymi kwiatami (np. lilak pospolity, wiele gatunków traw),
  - wiecha złożona – rozgałęzienia zakończone są nie pojedynczymi kwiatami, a kłoskami (owies, kwiaty męskie kukurydzy),
  - baldach złożony – osie boczne zakończone są małymi baldachami, tzw. baldaszkami (koper),

kłos złożony
wiecha
baldach złożony

## Kwiatostany wierzchotkowe
Mają kwiat na szczycie osi, który kończy jej wzrost na długość (zamknięte), rozgałęziają się sympodialnie. Gdy oś główna zakończy wzrost – rozwija się jedno lub więcej odgałęzień bocznych, każde z kwiatem szczytowym kończącym jego wzrost (rośliny, które wytwarzają tylko pojedynczy kwiat na szczycie pędu kończący jego wzrost nazywane są haplokaulicznymi). Kwiaty kwitną kolejno od środka, tj. od szczytu osi głównej, do coraz dalszych od niego odgałęzień bocznych. Kwiatostany wierzchotkowe dzieli się na:
- wierzchotka jednoramienna (monochazjum) – z pojedynczymi rozgałęzieniami osi na kolejnych rzędach:
  - sierpik – odgałęzienia kwiatostanu jednostronne, kwiaty ułożone w linii prostej (np. niezapominajka, żywokost),
  - skrętek – odgałęzienia jednostronne, kwiaty ułożone zygzakowato (np. u pomidora),
  - dwurzędka – odgałęzienia kwiatostanu naprzemienne po obydwu stronach, kwiaty na szypułkach o wyrównanej długości (niektóre gatunki kosaćca),
  - wachlarzyk – odgałęzienia kwiatostanu naprzemienne po obydwu stronach, kwiaty na szypułkach o różnej długości (najstarsze najdłuższe) w efekcie kwiaty znajdują się na jednym poziomie (np. lulek czarny).

sierpik
wachlarzyk

- wierzchotka dwuramienna (dichazjum) – pod każdym kwiatem szczytowym znajdują się rozgałęzienia po dwa naprzeciwległe kwiaty boczne (np. rogownica),
- wierzchotka wieloramienna, wielopromienista (pleiochazjum) – wytwarza w podobny sposób jak wierzchotka dwuramienna nie dwa, lecz kilka kwiatów (wilczomlecz),
- wiecha z wykształconym kwiatem szczytowym, który kończy wzrost (np. winorośl, lilak):
  - podbaldach – gałązki kwiatostanu dorastają do jednego poziomu (wygląda jak baldach) (bez czarny, kalina).

wierzchotka dwuramienna
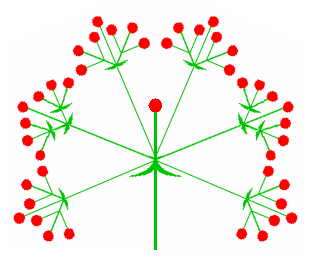
wierzchotka wieloramienna

- kłębik – gęsty i drobny kwiatostan wierzchotkowy o skróconej osi i krótkoszypułkowych lub siedzących kwiatach (np. komosa)[1][2]
- pęczek – kwiatostan wierzchotkowy o skróconej osi i kwiatach osadzonych na dłuższych szypułkach (np. wiąz)[2].

## Specyficzne modyfikacje
Kwiatostany w różnych grupach systematycznych roślin ulegają daleko idącej modyfikacji trudnej do ujęcia w klasycznej typologii morfologicznej. Wyróżnia się m.in. kwiatostany złożone zawierające na szczycie osi głównej kwiatostan główny (pierwotny), a na bocznych – kwiatostany boczne (określane jako pędy powtarzające – parakladia), kwiatostany pośrednie, z osią główną jak u wiechy lub grona, na której rozgałęzienia boczne mają charakter wierzchotek (tyrs, wiecha wierzchotkowa). U niektórych roślin pnących (np. u Ophiocaulon cissampeloides i bowiei pnącej Bowiea volubilis) kwiatostany ulegają modyfikacjom zmieniającym je w organy przypominające wąsy czepne – kwiaty ulegają redukcji, szypuły sztywnieją i stają się hakowate. W rodzinie obrazkowatych u wielu przedstawicieli występują kwiatostany pułapkowe. U wielu roślin poza kwiatami w obrębie kwiatostanów powstają bulwki służące do rozmnażania wegetatywnego. Specyficzne kwiatostany powstają w niektórych rodzinach, np. u wilczomleczowatych kwiaty zebrane są w cyjacjum. U figowców osadnik tworzy dzbanuszkowatą otoczkę wokół kwiatów (ang. hepanthodium). U wielu roślin kwiatostan wykształca się w sposób przypominający pojedynczy kwiat i określany jest wówczas pseudancjum.